# José Rafael Barquero Arce
José Rafael Barquero Arce (* 27. Oktober 1931 in San Rafael de Heredia; † 29. November 2020 in Heredia) war ein costa-ricanischer Geistlicher und römisch-katholischer Bischof von Alajuela.

## Leben
José Rafael Barquero Arce, das sechste von sieben Kindern, studierte zunächst ein Jahr an der Fakultät für Wirtschaftswissenschaften der Universität von Costa Rica (UCR). 1951 trat er in das Zentralseminar von San José ein, wo er ein Studium der Philosophie und Theologie abschloss. Er empfing am 22. Dezember 1956 die Priesterweihe für das Bistum Alajuela. Zwischen 1957 und 1961 arbeitete er in den Pfarreien San Carlos, San Ramón Los Chiles und Guatuso in Alajuela sowie als Pfarrer in Santa Cruz de Guanacaste. 1961 wurde er nach Rom geschickt, wo er zwei Jahre später ein Doktoratsstudium in kanonischem Recht an der Päpstlichen Universität Gregoriana abschloss. Nach seiner Rückkehr wurde er zum Professor am Diözesanseminar an den Lehrstühlen für kanonisches Recht und Moraltheologie ernannt und war zwischen 1968 und 1970 Rektor des Seminars.
Papst Johannes Paul II. ernannte ihn am 28. März 1979 zum Weihbischof in Alajuela und zum Titularbischof von Arindela. Der Apostolische Nuntius in Costa Rica, Erzbischof Lajos Kada, spendete ihm am 1. Mai desselben Jahres die Bischofsweihe; Mitkonsekratoren waren Enrique Bolaños Quesada, Bischof von Alajuela, und Ignacio Nazareno Trejos Picado, Bischof von San Isidro de El General. Er war Mitglied des Ständigen Rates der Bischofskonferenz der Universitätsstiftung der Universidad Católica de Costa Rica „Anselmo Llorente y Lafuente“ und Präsident der Bischofskommissionen für Liturgie, Familie, Jugend und Beruf. Er war auch Delegierter der Bischofskonferenz für die Angelegenheiten des Seminars.
Am 22. Dezember 1980 wurde er zum Bischof von Alajuela ernannt. Papst Benedikt XVI. nahm am 3. Juli 2007 seinen altersbedingten Rücktritt an.